# Volevčice, Most
Volevčice là một làng thuộc huyện Most, vùng Ústecký, Cộng hòa Séc.